# Cantó de Meximieux
El cantó de Meximieux és un cantó francès del departament de l'Ain, situat al districte de Bourg-en-Bresse. Té 12 municipis i el cap és Meximieux.

## Municipis
- Bourg-Saint-Christophe
- Charnoz-sur-Ain
- Faramans
- Joyeux
- Meximieux
- Le Montellier
- Pérouges
- Rignieux-le-Franc
- Saint-Jean-de-Niost
- Saint-Maurice-de-Gourdans
- Saint-Éloi
- Villieu-Loyes-Mollon

## Història
| Data d'elecció                           | Identitat              | Partit                     | Qualitat |
| ---------------------------------------- | ---------------------- | -------------------------- | -------- |
| 1945-1951                                | Célestin Monnier       | SFIO                       |          |
| 1951-1964                                | Victor Fol             | Divers droite              |          |
| 1964-1970                                | Jean-Claude Ronge      | Sense etiqueta             |          |
| 1970-1982                                | Michel Thimon          | Divers droite, després UDF |          |
| 1982-1994                                | Joëlle Durand-Maniclas | UDF-PR                     |          |
| 1994-                                    | Claude Marcou          | RPR, després UMP           |          |
| les dades anteriors no són pas conegudes |                        |                            |          |
|                                          |                        |                            |          |

## Demografia
| A partir de 1990: Població sense dobles comptes |